# Cier-de-Luchon
Cier-de-Luchon település Franciaországban, Haute-Garonne megyében. Lakosainak száma 228 fő (2022. január 1.). Cier-de-Luchon Sost, Antignac, Cazaux-Layrisse, Gouaux-de-Luchon, Saint-Paul-d’Oueil és Salles-et-Pratviel községekkel határos.

## Népesség
A település népességének változása:
| Lakosok száma | 127  | 120  | 185  | 248  | 246  | 250  | 248  | 239  | 234  | 228  |
|               | 1968 | 1982 | 1990 | 2006 | 2013 | 2015 | 2017 | 2019 | 2020 | 2022 |